# 滝原章助
滝原 章助（たきはら しょうすけ、1922年1月25日 - ）は、日本の画家。主に絵本の挿絵を描いている。
北海道生まれ。埼玉県草加市在住。当初は本名滝原章介名義で作品を発表したが、「滝原章助」「たきはらしょうすけ」名や、田木宗太のペンネームでも活動している。現在までに数多くの児童文学・絵本等の挿絵を手がけている。ペン画や滲みを生かした水彩画など、作風は多彩。主な作品に「アンデルセンの絵話」、「かちかちやま」、「ゆきおんな」（立原えりか作）など。児童出版美術家連盟会員。

## 受賞歴
- 1976年 現代童画展銀賞[1]
- 1977年 現代童画展作家賞[1]

## 主な作品
滝原章助名義、全て絵のみ
- 「こどもの科学ものがたり」宮下正美 著 ポプラ社 1956年
- 「名作シェークスピア」 チャールズ・ラム 著 岡上鈴江 編 宝文館 1956年
- 「ミノスケのスキー帽」 宮口しづえ 著 筑摩書房 1957年
- 「国ものがたり」 西山敏夫 著 実業之日本社 1957年
- 「これからの家と家族」 玉城肇 著 三十書房 1957年
- 「名所をたずねて」 二反長半 編 三十書房 1960年
- 「きつねのさいばん」 柴野民三 文 講談社 1962年
- 「銀河鉄道の夜」 宮沢賢治 原作 土家由岐雄 文 講談社 1963年
- 「ピノキオ」 コロディ 原作 槙本ナナ子 文 講談社 1963年[2]
- 「ライオンのめがね」 シャルル・ヴィルドラック 原作 久米元一 文 1964年[3][4]
- 「イギリス童話集」 久米元一、波多野勤子 訳 滝原章助等 絵 講談社 1965年 挿絵は二色刷り
- 「アラジンとまほうのランプ : アラビアン・ナイト」 白木茂 訳 講談社 1965年
- 「せむしの子うま」 柴野民三、宮脇紀雄、森下大作 文 滝原章助等 絵 講談社 1968年
- 「アンデルセンの絵話」 奈街三郎等 文 滝原章助等 絵 小学館 1969年
- 「日本おとぎ絵話」 浜田広介他 監修 柴野民三 文 偕成社 1969年
- 「グリムのむかし話」 奈街三郎等 文 滝原章助等 絵 小学館 1970年
- 「アラビアンナイト集」 宮脇紀雄等 文 滝原章助等 絵 講談社 1971年
- 「アンデルセンどうわ」 間所ひさこ 文 滝原章助等 絵 講談社 1974年
- 「裸の王さま」 アンデルセン 著 柴野民三 文 滝原章助等 絵 講談社 1974年
- 「親指娘」 アンデルセン 著 佐藤義美 文 滝原章助等 絵 講談社 1974年
- 「かちかちやま」 村山桂子 文 講談社 1974年
- 「シュリーマン」 片岡輝 文 チャイルド本社 1984年
- 「ゆきおんな」 立原えりか 文 第2版 チャイルド本社 2005年
- 「私の幼年時代・平和はしずかな声で」 武者小路実篤編 国土社 1965年

たきはらしょうすけ名義、全て絵のみ
- 「ふくざわゆきち物語 : べんきょうがたいせつ」 さくらいのぶお 文 あすなろ書房 1979年
- 「よげんしゃエリヤ」 まえじままこと 文 女子パウロ会 1979年

田木宗太名義
- 少年少女世界名作全集. 17「日本神話集」 主婦の友社 1976年
- 「たじまもりのとおい旅」 岩崎書店 1977年
- 「うりこひめ」コーキ出版 1977年
- 「少年少女世界伝記全集. 7. 豊臣秀吉」 主婦の友社 1977年
- 「しまのおばけケンムン」 あかね書房 1977年
- 「さるかに」 講談社 1979年
- 「かみなりこぞう」フレーベル館 1979年
- 「ちからたろう」 講談社 1979年
- 「ふしぎなゆめ」 ポプラ社 1979年
- 「はなさかじいさん」 チャイルド本社 1980年
- 「ゆきおんな」 チャイルド本社 1980年
- 少年少女世界童話全集 国際版. 別巻 1.「ないた赤おに」 小学館 1980年
- 「日本のむかしばなし」 講談社 1980年
- 「やまんばの宝みの」 公文数学研究センター 1981年
- 「日本のふるさと・こどもの民話」「ひこ八ばなし」（兵庫）「かもとりごんべえ」（岡山） 都市と生活社 1982年
- 「はちまんさまのこまいぬ」 ひさかたチャイルド 1985年
- 「草加ものがたり」 けやき書房 1986年
- 「ならなしとり」 チャイルド本社 1986年
- 「うりこひめとあまんじゃく」 チャイルド本社 1988年
- 「せんせいのむち」すずき出版 1988年
- 「におうとどっこい」 チャイルド本社 2003年

毎年重版をする絵本として「観音さま」「せんせいのむち」「しんらんさま掛け図」（いずれも鈴木出版）がある。